# Waldkolonie Pasing
Die Waldkolonie Pasing ist eine Villenkolonie im Stadtteil Pasing der bayerischen Landeshauptstadt München. 

## Geschichte
Die Waldkolonie entstand südwestlich des Ortskerns von Pasing zwischen Maria-Eich-Straße und Am Stadtpark. Sie wurde ab 1894 vom Architekten Louis Ende geplant, der aus dem Büro August Exter hervorging und die Planungen für die ebenfalls vor dem Ersten Weltkrieg entstandenen Villenkolonien Pasing I und Pasing II kannte. In einem leiterförmigen System (wie auch in der Villenkolonie Pasing II) wurden zwischen der Maria-Eich-Straße und Am Stadtpark die Parallelstraßen Wehnerstraße, Lichtingerstraße und Dachstraße trassiert, die vor allem mit mittelständischen Einfamilienhäusern bebaut werden sollten. Es wurden zunächst nur wenige dieser Villen gebaut, da die Konkurrenz der besser angebundenen Villenkolonien Pasing I und Pasing II dies verhinderte. Um 1910 wurde die Waldkolonie um eine weitere Parallelstraße, die Pfeivestlstraße, nach Südwesten erweitert, die jedoch vor dem Ersten Weltkrieg kaum bebaut wurde. Nach dem Ersten Weltkrieg kamen nach Nordosten, also in Richtung des Stadtzentrums Pasing, noch die ebenfalls parallel verlaufende Bierbaumstraße und Bachbauernstraße hinzu. Die vielen Baulücken wurden nach dem Zweiten Weltkrieg ausgefüllt, sodass die historischen Gebäude die Minderheit bilden. Der namensgebende Wald auf dem Gebiet ist gänzlich verschwunden.

## Baudenkmäler der Waldkolonie

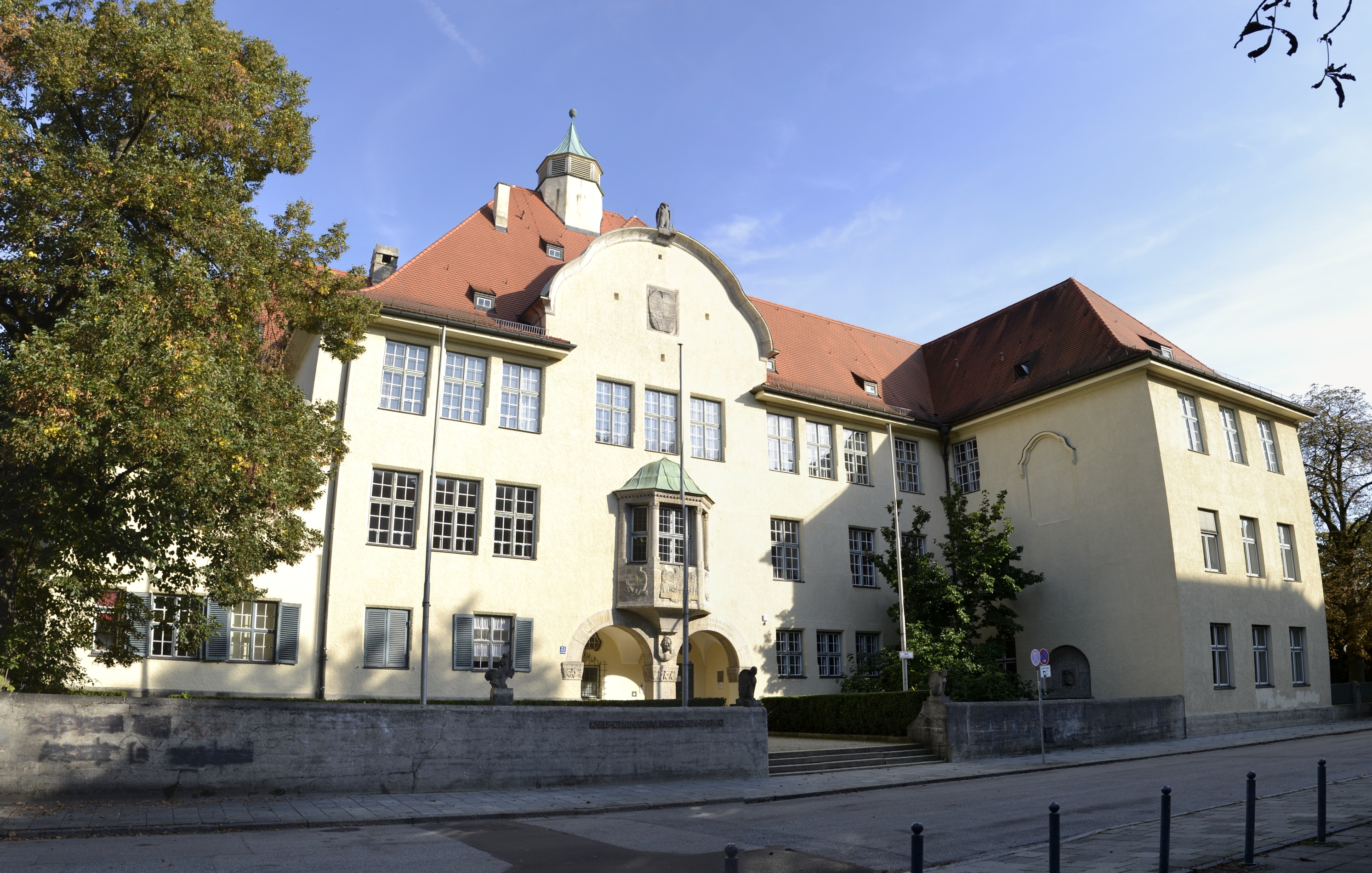
Karlsgymnasium

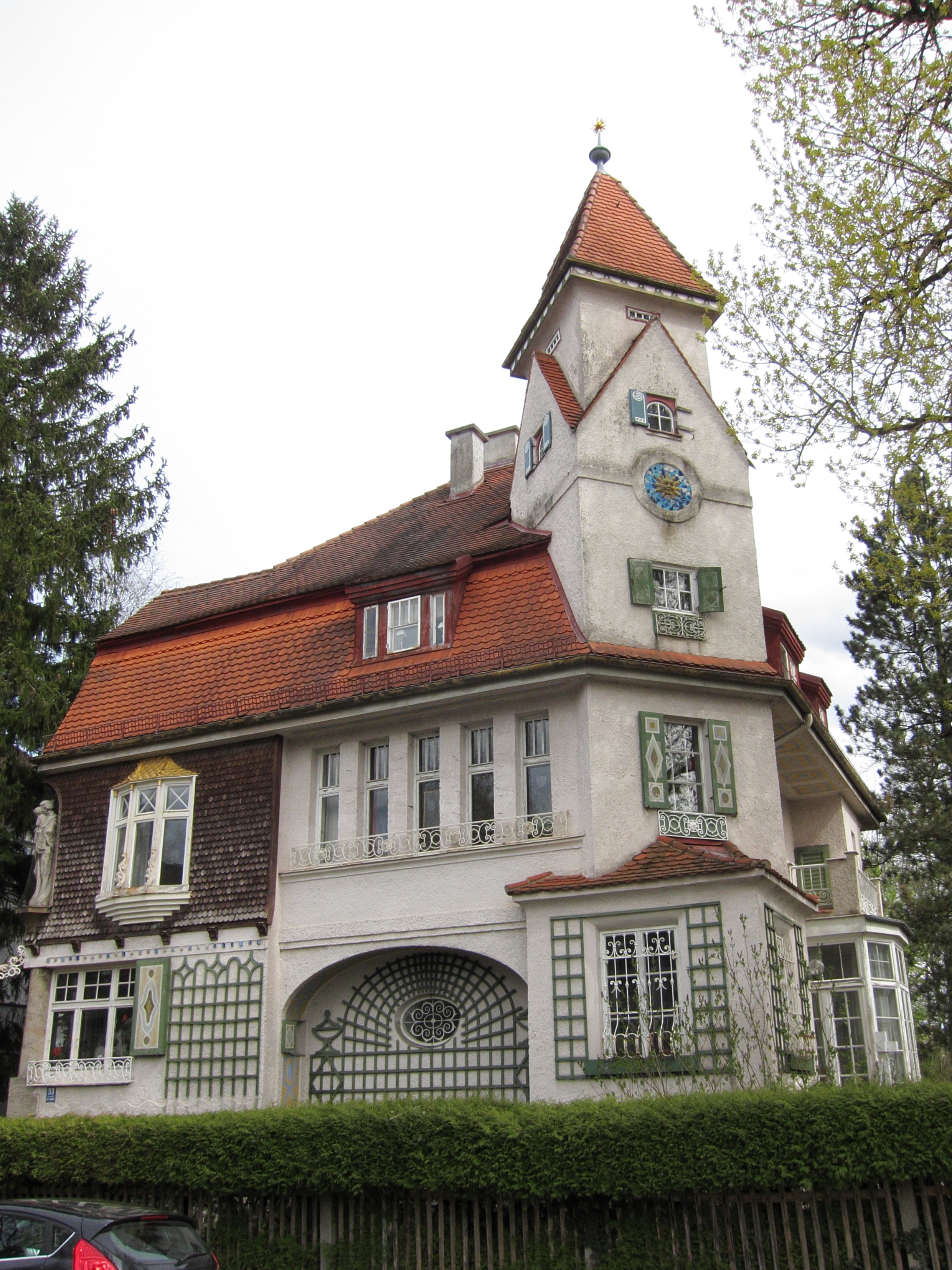
Villa Am Stadtpark 53

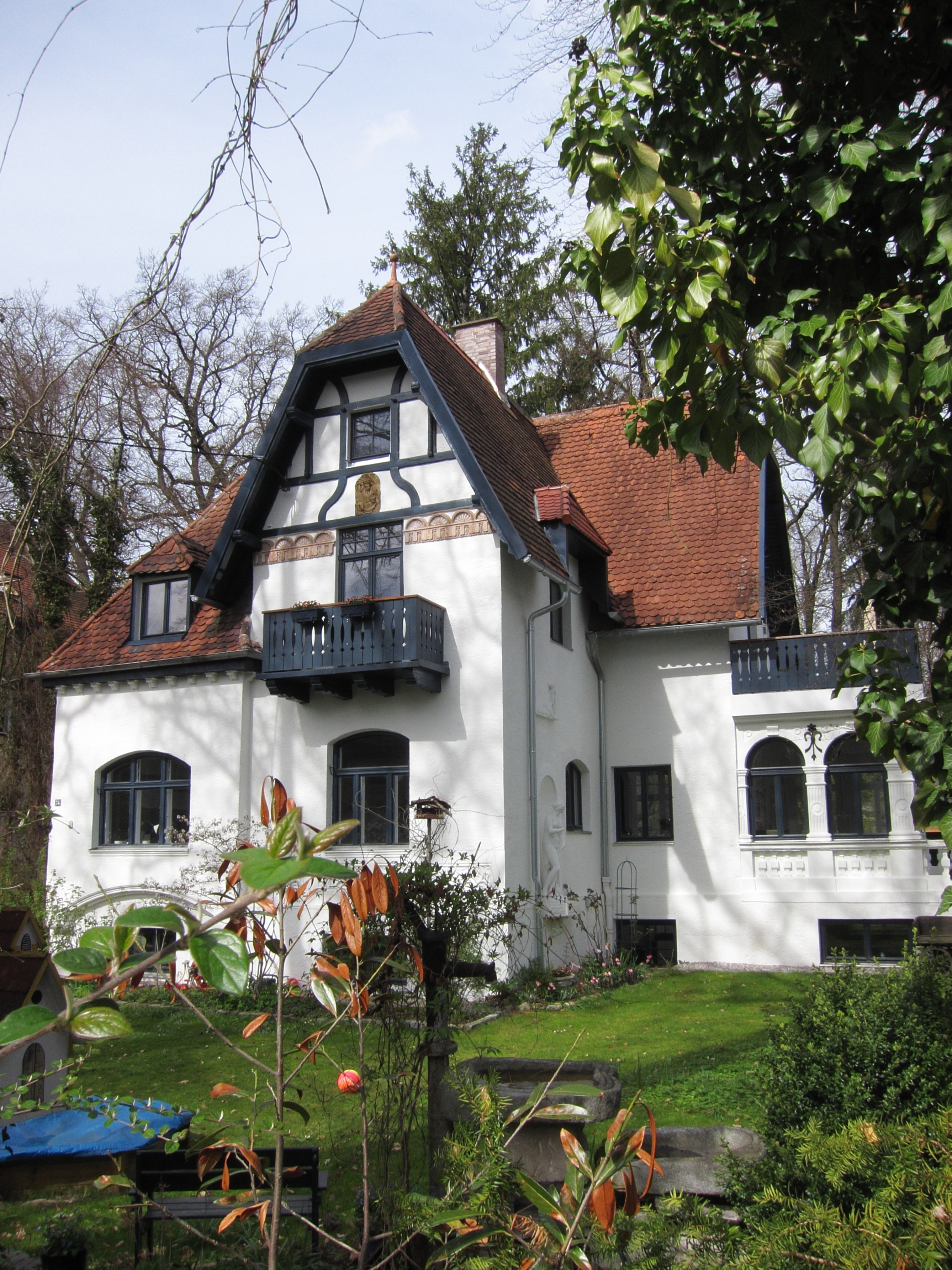
Villa Lichtingerstraße 24

Siehe auch: Liste der Baudenkmäler in Pasing
- Ehemalige Pädagogische Hochschule
- Karlsgymnasium
- Am Stadtpark 34 (Villa)
- Am Stadtpark 43 (Villa)
- Am Stadtpark 49/51 (Doppelhaus)
- Am Stadtpark 53 (Villa)
- Bierbaumstraße 15 (Wohnhaus)
- Dachstraße 7 (Villa)
- Dachstraße 27 (Villa)
- Dachstraße 29/31 (Doppelhaus)
- Dachstraße 33 (Villa)
- Dachstraße 35/37 (Doppelhaus)
- Dachstraße 38/40 (Doppelvilla)
- Dachstraße 43/45 (Doppelhaus)
- Dachstraße 44 (Villa)
- Dachstraße 49 (Villa)
- Lichtingerstraße 3/5 (Doppelvilla)
- Lichtingerstraße 8 (Villa)
- Lichtingerstraße 9 (Villa)
- Lichtingerstraße 11 (Villa)
- Lichtingerstraße 16 (Wohnhaus)
- Lichtingerstraße 21 (Villa)
- Lichtingerstraße 24 (Villa)
- Lichtingerstraße 26 (Villa)
- Lichtingerstraße 28 (Villa)
- Maria-Eich-Straße 18 (Villa)
- Maria-Eich-Straße 47 (Villa)
- Maria-Eich-Straße 49 (Villa)
- Maria-Eich-Straße 75 (Wohnhaus)
- Pfeivestlstraße 4 (Villa)
- Villa Waldweben, Pfeivestlstraße 32
- Wehnerstraße 7 (Villa)
- Wehnerstraße 11 (Villa)
- Wehnerstraße 16 (Villa)
- Wehnerstraße 19 (Villa)
- Wehnerstraße 20 (Villa)